# Eva Verbist
Eva Verbist is een personage uit de Vlaamse soap Thuis dat gespeeld werd door Nathalie Wijnants van 1997 tot 2001, van 2002 tot 2005, en van 2006 tot 2007.

## Fictieve biografie
Eva is de dochter van Fernand Verbist en Linda Lievens. Zij was eerst leerling-kapster in het kapsalon van Rosa, maar ging later in Ter Smissen werken. Ze was eerst lange tijd samen met Frederique Bastiaens, maar raakte in de ban van Pierre. Eva's grote droom was fotomodel worden en Pierre was fotograaf en stylist. Ze raakte zwanger van hem, maar pleegde abortus. Pierre was echter een slechterik en werd door Eva's moeder vermoord. Linda moest hiervoor de gevangenis in, maar met de hulp van Kristof, Joeri, Senne en Dirk kan ze ontsnappen. Linda vlucht met Dirk en Kristof naar Zuid-Afrika. Eva reisde hen later achterna, maar keerde terug naar België.
Eva leert later Werner kennen en wordt verliefd op hem, maar Werner wijst haar af. Ze vindt troost in de armen van Jan. Ze trouwen redelijk snel. Maar de lieve, attente man op wie ze verliefd werd, werd al snel een jaloerse echtgenoot die zijn vrouw regelmatig sloeg. Werner kreeg spijt dat hij Eva afwees en probeerde het nog eens bij Eva. Er kwam een onenightstand van, maar Eva besloot toch maar voor haar huwelijk te kiezen.
Wanneer Eva zwanger geraakte, was men niet zeker wie de vader was. Wanneer Jan erachter komt dat Werner misschien de vader is, vermoordt hij het kind in Eva's buik en wil zelfmoord plegen. Maar dan beseft hij dat hij met zelfmoord de verkeerde zou straffen. Hij zoekt Werner op en probeert hem te wurgen. Het is echter Jan die om het leven komt.
Het kind wordt dan toch geboren: Nand. Een DNA-test toont aan dat Jan de vader was. Eva gaat terug naar Zuid-Afrika, maar komt later opnieuw terug naar België omdat de kleine Nand leukemie blijkt te hebben. Ze wordt opgevangen door haar schoonouders. Mathilde helpt haar kleinzoon te genezen door als beendermergdonor te fungeren. Ze geraakt geobsedeerd: wanneer Eva opnieuw naar Zuid-Afrika wil, vergiftigt ze haar opdat ze niet kan vertrekken. Ze wil immers koste wat kost haar kleinzoon altijd bij haar hebben. Wanneer Robert dat te weten komt, dreigt hij alles aan Eva te vertellen. Mathilde vergiftigt hem en Robert overlijdt.
Eva, die ondertussen bij Ter Smissen Baget werkt en een cursus voor schoonheidsspecialiste volgt, blijft dus in België. Haar schoonbroer Maarten, die altijd al verliefd op haar is geweest, besluit een poging te wagen bij haar. Na heel wat leugens en spelletjes van Maarten en Mathilde worden zij een koppel. Door het constante gestook van Mathilde wordt het er niet gemakkelijker op, maar blijft de relatie standhouden. Maar Eva gaat in de Fit & Fun werken, voor Werner. Dat wordt haar niet in dank afgenomen. Maarten gijzelt haar en Nand en steekt het huis in brand, maar Werner redt hen. Maarten komt om in de brand.
Oude liefde roest niet: Eva en Werner worden weer verliefd op elkaar en vormen een koppel. Niet veel later beslist het paar om samen met Nand en Julie naar Zuid-Afrika te verhuizen. Wanneer Rosa hen op het vliegveld uitzwaait, komt ze te weten dat Eva zwanger van Werner is.